# Nando (futebolista)
Emerson dos Santos Alcântara, mais conhecido como Nando (Díli, 5 de dezembro de 1985) é um futebolista timorense. Atualmente, atua como meio-campista da Seleção Timorense de Futebol.